# Andrej Saje

Bischofswappen von Andrej Saje

Andrej Saje (* 22. April 1966 in Novo mesto, SR Slowenien, Jugoslawien) ist ein slowenischer Geistlicher und römisch-katholischer Bischof von Novo mesto.

## Leben
Andrej Saje trat 1986 in das Priesterseminar des Erzbistums Ljubljana ein. Er studierte von 1986 bis 1991 Philosophie und Katholische Theologie an der Theologischen Fakultät in Ljubljana. Am 29. Juni 1992 empfing Saje das Sakrament der Priesterweihe für das Erzbistum Ljubljana.
Saje war zunächst als Pfarrvikar in Grosuplje tätig, bevor er 1994 persönlicher Sekretär des Erzbischofs von Ljubljana, Alojzij Šuštar, wurde. 1997 wurde Andrej Saje für weiterführende Studien nach Rom entsandt, wo er 2003 an der Päpstlichen Universität Gregoriana im Fach Kanonisches Recht promoviert wurde. Während seiner Studienzeit in Rom war er Kollegiat des Collegio Teutonico di Santa Maria in Campo Santo. Nach der Rückkehr in seine Heimat wurde Saje Studienpräfekt am Priesterseminar des Erzbistums Ljubljana und Richter am Kirchengericht. Zudem war er von 2003 bis 2013 Generalsekretär und Pressesprecher der Slowenischen Bischofskonferenz sowie von 2013 bis 2015 Seelsorger in Ježica, einem Stadtteil von Ljubljana. Ferner lehrte Andrej Saje ab 2009 Kanonisches Recht an der Theologischen Fakultät der Universität Ljubljana. Ab 2014 wirkte er außerdem in der Diözese Gurk-Klagenfurt als Seelsorger in den slowenischsprachigen Pfarreien in Zell (Sele) und Waidisch (Bajdiše). 2016 wurde Saje zusätzlich Offizial des Erzbistums Ljubljana.
Am 30. Juni 2021 ernannte ihn Papst Franziskus zum Bischof von Novo mesto. Der emeritierte Bischof von Novo mesto, Andrej Glavan, spendete ihm am 26. September desselben Jahres in der Kirche Hl. Kanzian in Mirna Peč die Bischofsweihe; Mitkonsekratoren waren der Apostolische Nuntius in Slowenien, Erzbischof Jean-Marie Speich, und der Bischof von Gurk-Klagenfurt, Josef Marketz. Die Amtseinführung fand zwei Tage später statt.
Seit Herbst 2022 ist er Präsident der Slowenischen Bischofskonferenz.